# CA布阿拉里季堡
CA布阿拉里季堡（法語：Chabab Ahly Bordj Bou Arreridj，CA BBA）是位于阿尔及利亚布阿拉里季堡的足球俱乐部，始建于1931年，球队队色为黄色和黑色。主体育场是可以容纳8,000人的1955年8月20日综合运动场（Complexe Sportif du 20 août 1955）。